# Tux Typing
Tux Typing – oparta na silniku SDL edukacyjna gra komputerowa dla dzieci o otwartym kodzie źródłowym. Rozgrywka polega na zjadaniu przez pingwina spadających z nieba rzędów ryb, w które są wpisane tworzące wyrazy litery. Przy czym, aby pingwin mógł to uczynić należy na klawiaturze wpisać całe spadające słowo. W przypadku pomyłki wpisywanie trzeba zacząć od nowa. Do wyboru są trzy poziomy trudności i opcja treningu. Gra spotkała się z pozytywnym odbiorem użytkowników i recenzentów.